# Voedselweb
Een voedselweb in een ecosysteem bestaat uit meerdere voedselketens, die schakels gemeenschappelijk hebben.

## Ecosysteem
Aan de basis van een voedselweb in een ecosysteem staan een of meer soorten producenten (zoals algen en planten). Deze producenten worden weer gebruikt als voeding door een of meer soorten consumenten (meestal herbivoren), die op hun beurt weer kunnen dienen als voedsel voor andere consumenten: de carnivoren. Afgestorven resten worden weer gebruikt door reducenten, zoals schimmels en bacteriën. 
De meeste voedselketens in een ecosysteem zijn met elkaar verweven door de gemeenschappelijke schakels. Dit komt doordat de meeste organismen niet slechts één voedselbron aanspreken, maar een min of meer gevarieerde voeding hebben. Op hun beurt kunnen de organismen ook meer dan één andere soort tot voedsel dienen.

## Instorting
De instorting van het voedselweb kan leiden tot een algehele ecologische instorting. Wetenschappelijke voorspellingen hanteren een topologische (niet-dynamische) benadering om de kans te berekenen dat een voedselweb instort beneden een vaste drempelwaarde in soortenrijkdom. Een van de meest bekende modellen is de R50-index, als maat voor de robuustheid van het voedselweb.